# Mickey Hargitay
Miklós Karoly Hargitay, detto Mickey (Budapest, 6 gennaio 1926 – Los Angeles, 14 settembre 2006), è stato un attore, culturista, pattinatore di velocità su ghiaccio e circense ungherese naturalizzato statunitense.

## Biografia
Nacque primo dei quattro figli di Ferenc Hargitay e Mária Rothsischer.

Iniziò la sua attività sportiva come giocatore di calcio, passando poi al pattinaggio di velocità, specialità nella quale divenne campione. Durante la seconda guerra mondiale fuggì dall'Ungheria trasferendosi negli Stati Uniti. Si stabilì a Cleveland, dove conobbe e sposò la sua prima moglie, l'acrobata Maria Birge (dalla quale ebbe una figlia, Tina, nata nel 1949). Lavorò come un idraulico e falegname prima di avvicinarsi, nei primi anni cinquanta all'attività di bodybuilding, specialità della quale si appassionò dopo aver visto una copertina di una rivista del settore con la fotografia dell'attore Steve Reeves, a quel tempo già Mister Universo.

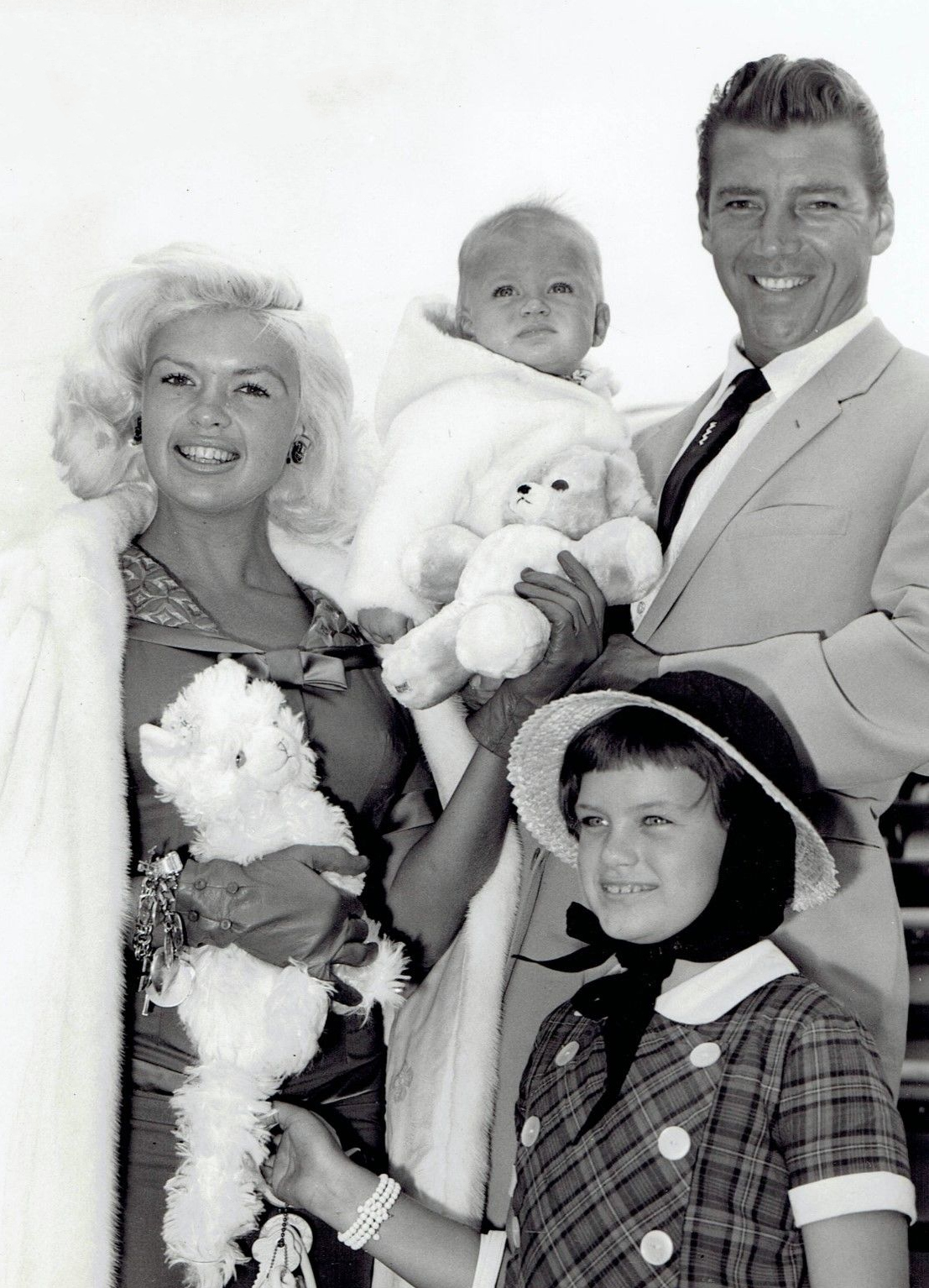
Hargitay con Jayne Mansfield e i figli nel 1959

Dopo aver vinto a sua volta il titolo di NABBA Mr. Universe, nel 1955, Hargitay incontrò Jayne Mansfield che divenne sua moglie e a cui restò legato dal 1958 al 6 settembre 1964. Hargitay ristrutturò gran parte della sua casa, "The Pink Palace". Negli anni del loro matrimonio, i due lavorarono anche in Italia e apparvero in uno sketch pubblicitario di Carosello. Da Jayne, Hargitay ebbe tre figli: Miklós (1958), Zoltan Anthony (1960) e Mariska (1964), divenuta attrice e protagonista della serie televisiva Law & Order - Unità vittime speciali, nel ruolo della detective Olivia Benson. L'attore ha partecipato ad un episodio della quinta stagione della serie TV, in un piccolo cameo, che risulta anche essere la sua ultima apparizione prima della scomparsa.
Hargitay morì a Los Angeles, California il 14 settembre 2006 per un mieloma multiplo. Nel film biografico La storia di Jayne Mansfield, girato per la televisione nel 1980, il suo ruolo fu interpretato dal celebre culturista e attore Arnold Schwarzenegger.

## Filmografia

Mickey Hargitay nel film Il boia scarlatto (1965)

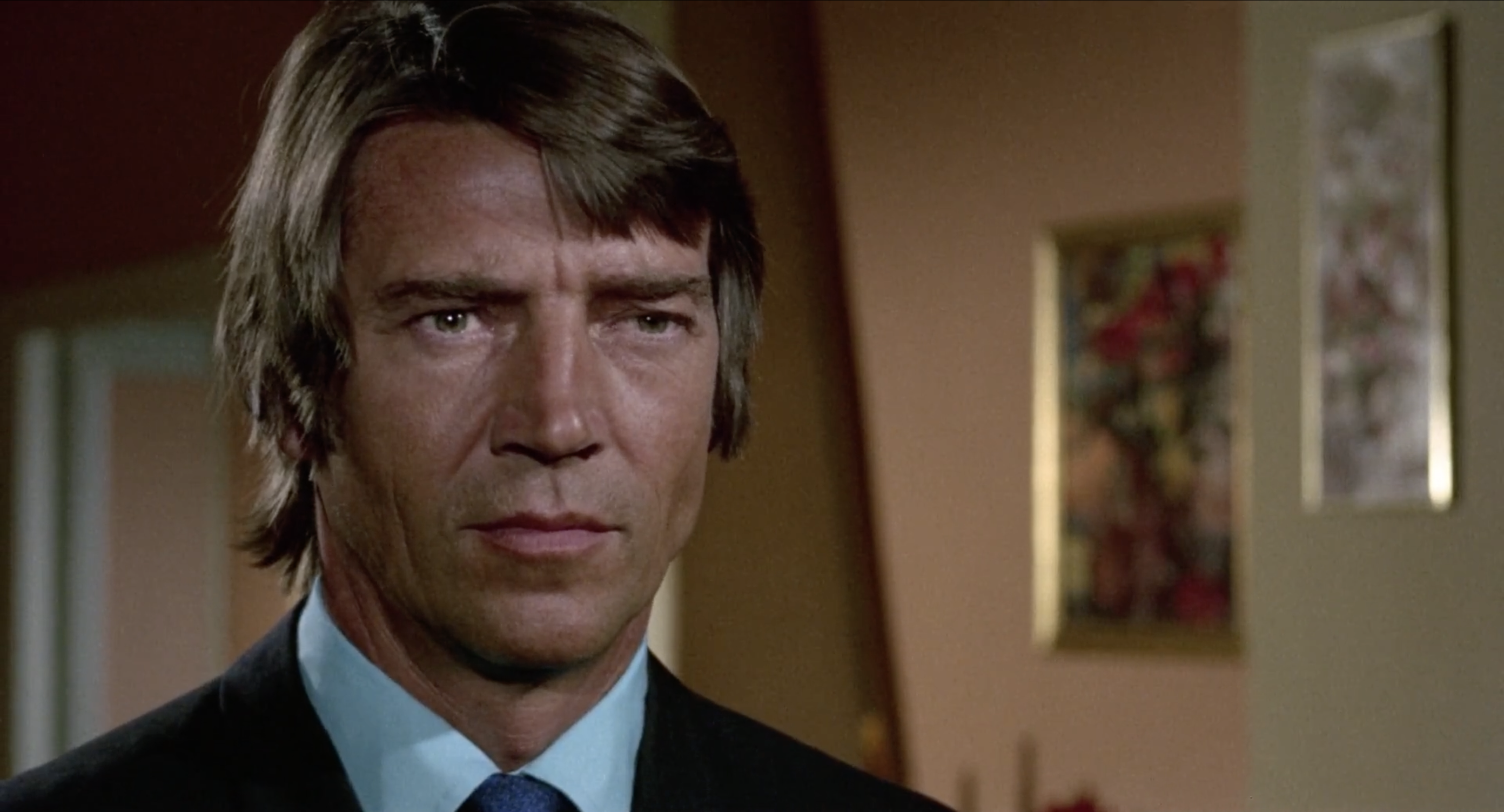
Mickey Hargitay nel film Delirio caldo (1972)

- La bionda esplosiva (Will Success Spoil Rock Hunter?), regia di Frank Tashlin (1957)
- I bassifondi del porto (Slaughter on Tenth Avenue), regia di Arnold Laven (1957)
- Gli amori di Ercole, regia di Carlo Ludovico Bragaglia (1960)
- Promesse, promesse (Promises! Promises!), regia di King Donovan (1963)
- L'amore primitivo, regia di Luigi Scattini (1964)
- La vendetta dei gladiatori, regia di Luigi Capuano (1964)
- Uno straniero a Sacramento, regia di Sergio Bergonzelli (1965)
- Il boia scarlatto, regia di Massimo Pupillo (1965)
- Lo sceriffo che non spara, regia di José Luis Monter (1965)
- 3 colpi di Winchester per Ringo, regia di Emimmo Salvi (1966)
- 7 donne d'oro contro due 07, regia di Vincenzo Cascino (1966)
- Cjamango, regia di Edoardo Mulargia (1967)
- Folli notti a Las Vegas (Spree), regia di Mitchell Leisen - documentario (1967)
- The Wild, Wild World of Jayne Mansfield, regia di Charles W. Broun Jr. (1968)
- Selvaggio west (The Wild Wild West) – serie TV, episodio 4x07 (1968)
- Giunse Ringo e... fu tempo di massacro, regia di Mario Pinzauti (1970)
- Lady Frankenstein, regia di Mel Welles (1971)
- Delirio caldo, regia di Renato Polselli (1972)
- Riti, magie nere e segrete orge nel trecento, regia di Renato Polselli (1973)
- Mr. Universe, regia di György Szomjas (1988)
- Law & Order - Unità vittime speciali (Law & Order: Special Victims Unit) – serie TV, episodio 5x09 (2003)

## Doppiatori italiani
- Pino Locchi in Gli amori di Ercole, 3 colpi di Winchester per Ringo
- Sergio Rossi in Lo sceriffo che non spara, Sette donne d'oro contro due 07
- Paolo Ferrari in La vendetta dei gladiatori
- Emilio Cigoli in Uno straniero a Sacramento
- Arturo Dominici in Cjamango
- Renato Turi in Il boia scarlatto
- Gino La Monica in Lady Frankenstein